# Yes (álbum de Pet Shop Boys)
Yes es el décimo álbum de estudio del dúo de synth-pop británico Pet Shop Boys, producido en colaboración con Xenomania. Su lanzamiento en Reino Unido se realizó en el Reino Unido el 23 de marzo del 2009, por el sello Parlophone.

## Grabación y lanzamiento
A diferencia de su álbum anterior, cuando los Pet Shop Boys comenzaron a escribir canciones para el álbum, no tenían un esquema fijo ni en cuanto al sonido ni en cuanto al tema. “Terminamos componiendo un grupo de canciones realmente pop”, comenta Neil, “y por lo tanto decidimos acercarnos a los productores Xenomania porque nos parecían los productores pop más interesantes e imaginativos del momento”.
Grabado a lo largo del año 2008, el álbum fue coproducido por Brian Higgins y su equipo de producción Xenomania, con los que colaboraron en 3 canciones del álbum: el sencillo "Love etc"., "More than a dream" y "The way it used to be". La canción "All over the world" usa una sampler de la Marcha del ballet de El cascanueces del compositor ruso Piotr Ilich Chaikovski. En el álbum también colaboran el guitarrista y músico de sesión Johnny Marr, de The Smiths y el violinista Owen Pallett. El primer sencillo, Love etc., fue lanzado el 16 de marzo.
El álbum alcanzó el puesto N° 4 en las UK Albums Charts, con 27.639 ventas en la primera semana. Las primeras cifras de ventas, predijeron que el álbum entraría en el N° 1, pero su lanzamiento se vio afectado por problemas de distribución y Yes no pudo mantener su posición a mitad de semana. El sello del dúo, Parlophone, fue acusado de lanzar la versión de descarga por error, a través de iTunes Store, tres días antes de la fecha de lanzamiento oficial, lo que hizo que 2500 ventas no fueran elegibles para la lista, mientras que, en la semana siguiente, varios proveedores del álbum físico informaron problemas en cuanto al inventario. Un vocero del dúo comentó: "Muchas personas no han podido comprar el álbum esta semana. Neil y Chris están muy decepcionados".

## Título y diseño de portada
El título del álbum, comenta Tennant: "es posible que haya sido tomado de una exhibición de Yoko Ono en 1967, donde tenías que subir una escalera de tijera, como hizo John Lennon, levantar una lupa, mirar una pequeña palabra escrita en el techo... y la palabra era "Si"". Lowe agrega: "Pensamos que No era un poco negativo".
La portada del álbum fue diseñada por Mark Farrow, quien también había colaborado con la portada del álbum Introspective, y Pet Shop Boys. La marca de la portada consta de 11 cuadrados de colores, cada uno de los cuales representa una pista. Farrow fue inspirado por el artista alemán Gerhard Richter (a quien se hace referencia en la pista de apertura del álbum, "Love Etc."), específicamente su exposición 4900 en la Serpentine Gallery y la vidriera de la Catedral de Colonia. Para la edición limitada, cada canción y su versión instrumental se prensaron como un vinilo de 12 pulgadas y se empaquetaron en su propio cuadrado de color.
La portada fue nominada en la lista de finalistas de los Brit Insurance Design Awards de 2010 en la categoría Gráficos.

## Premiación
En vísperas del lanzamiento del álbum, los Pet Shop Boys fueron premiados con el reconocimiento de Colaboración Destacada a la Música en los Brit Awards del 2009. La presentación de los premios además estuvo acompañada de una presentación donde el dúo realizó un medley de sus mayores éxitos en colaboración con Lady GaGa y Brandon Flowers, de The Killers, en el escenario. El medley, producido por Stuart Price, fue incluido como bonus track de iTunes. Al mismo tiempo, el dúo dio a conocer al público las canciones "Love etc." y "All over the world", del nuevo álbum.

## Etc.
Se anunció el lanzamiento de una edición limitada de Yes, en la que se incluye el disco bonus Etc., el cual incluye 6 dubs y la canción "This used to be the future", una colaboración con el Philip Oakey, líder de la banda The Human League.

## Pandemonium Tour
El 10 de junio de 2009, los Pet Shop Boys comenzaron la gira mundial "Pandemonium Tour", para promocionar el álbum. La gira tuvo inicio en el Palacio de Hielo, San Petersburgo, y recorrió Norteamérica, Europa, Sudamérica y algunos países de Asia, finalizando el 8 de diciembre de 2010 en el Hammersmith Apollo en Londres. 

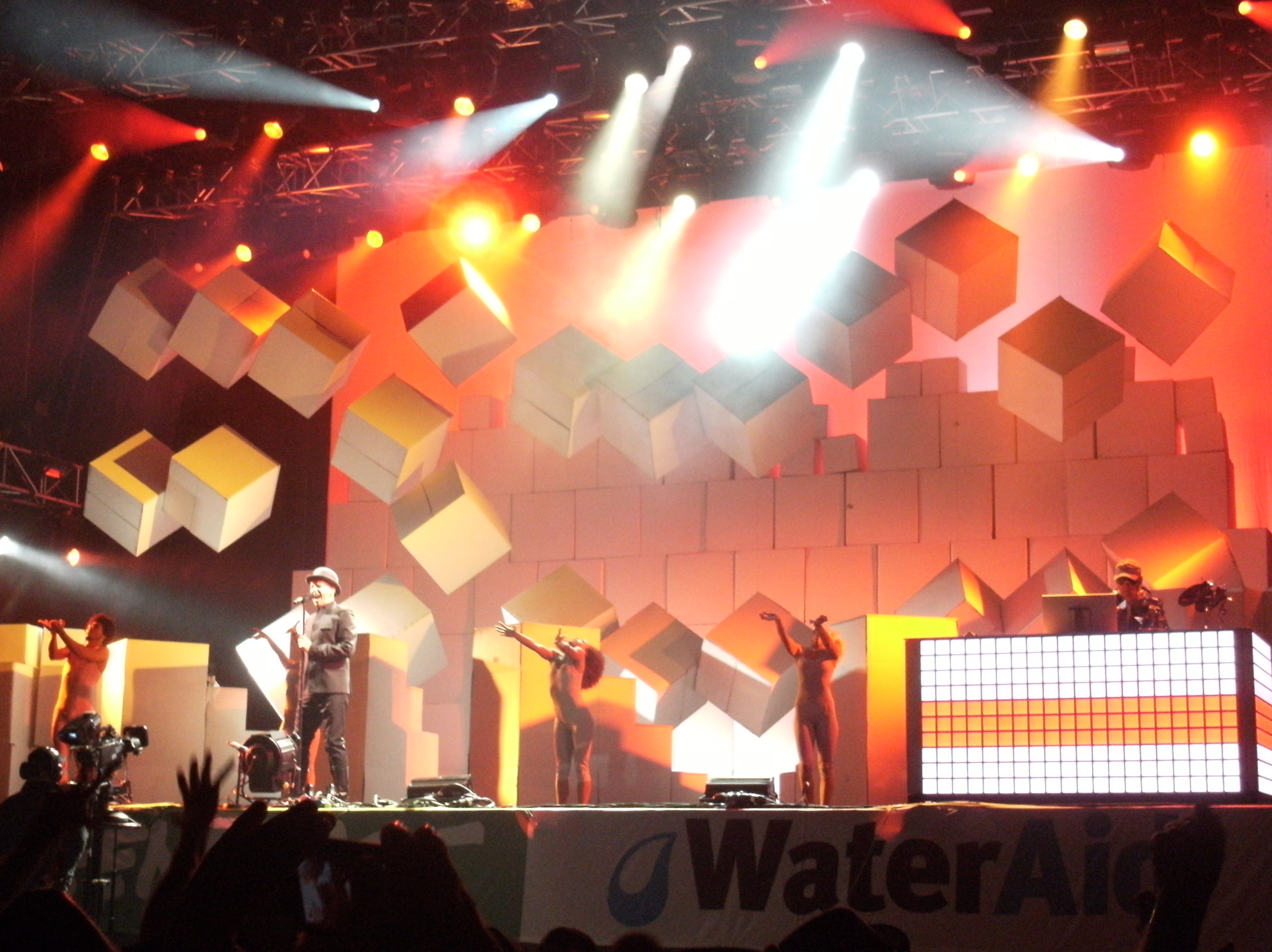
El dúo en un show de la gira Pandemonium Tour

## Pistas del álbum

### Edición estándar
| #   | Título                 | Duración | Escritores                                                                              | Productores                  |
| --- | ---------------------- | -------- | --------------------------------------------------------------------------------------- | ---------------------------- |
| 1.  | Love etc.              | - 3:33   | Neil Tennant / Chris Lowe / Brian Higgins / Miranda Cooper / Owen Parker / Tim Powell   | Pet Shop Boys / Xenomania    |
| 2.  | All over the world     | - 3:51   | Neil Tennant / Chris Lowe                                                               | Pet Shop Boys                |
| 3.  | Beautiful people       | - 3:42   | Neil Tennant / Chris Lowe                                                               | Pet Shop Boys                |
| 4.  | Did You See Me Coming? | - 3:41   | Neil Tennant / Chris Lowe                                                               | Pet Shop Boys                |
| 5.  | Vulnerable             | - 4:47   | Neil Tennant / Chris Lowe                                                               | Pet Shop Boys                |
| 6.  | More than a dream      | - 4:57   | Neil Tennant / Chris Lowe / Brian Higgins / Miranda Cooper / Jason Resch / Kieran Jones | Pet Shop Boys / Xenomania    |
| 7.  | Building a wall        | - 3:50   | Neil Tennant / Chris Lowe                                                               | Pet Shop Boys                |
| 8.  | King of Rome           | - 5:31   | Neil Tennant / Chris Lowe                                                               | Pet Shop Boys / Chris Porter |
| 9.  | Pandemonium            | - 3:42   | Neil Tennant / Chris Lowe                                                               | Pet Shop Boys                |
| 10. | The way it used to be  | - 4:44   | Neil Tennant / Chris Lowe / Brian Higgins / Miranda Cooper / Nick Coler                 | Pet Shop Boys / Xenomania    |
| 11. | Legacy                 | - 6:23   | Neil Tennant / Chris Lowe                                                               | Pet Shop Boys                |

### Pistas adicionales

#### Pistas adicionalesjaponésde Yes etc.
| #   | Título                            | Duración | Productores   |
| --- | --------------------------------- | -------- | ------------- |
| 12. | Love etc. (Pet Shop Boys Sex Mix) | - 6:17   | Pet Shop Boys |

#### Pistas adicionales deiTunes
| #   | Título                                                      | Duración | Productores               |
| --- | ----------------------------------------------------------- | -------- | ------------------------- |
| 12. | Love etc. (Pet Shop Boys Sex Mix)                           | - 6:17   | Pet Shop Boys             |
| 13. | Comentario de canción por canción de "Yes" por Neil y Chris | - 48:40  | Pet Shop Boys / Xenomania |
| 14. | Pet Shop Boys Brit Awards 2009 Medley [A]                   | - 9:32   | Stuart Price              |

- Notas:
  - A ^ Pista exclusiva de pre-orden.

### Etc.
| #  | Título                                        | Duración | Escritores                                                                              | Productores               |
| -- | --------------------------------------------- | -------- | --------------------------------------------------------------------------------------- | ------------------------- |
| 1. | This used to be the future (con Philip Oakey) | - 5:14   | Neil Tennant / Chris Lowe / Philip Oakey                                                | Pet Shop Boys             |
| 2. | More than a dream (Magical Dub)               | - 6:10   | Neil Tennant / Chris Lowe / Brian Higgins / Miranda Cooper / Jason Resch / Kieran Jones | Pet Shop Boys / Xenomania |
| 3. | Pandemonium (The Stars And The Sun Dub)       | - 5:50   | Neil Tennant / Chris Lowe                                                               | Pet Shop Boys / Xenomania |
| 4. | The way it used to be (Left Of Love Dub)      | - 5:16   | Neil Tennant / Chris Lowe / Brian Higgins / Miranda Cooper / Nick Coler                 | Pet Shop Boys / Xenomania |
| 5. | All over the world (This Is A Dub)            | - 5:21   | Neil Tennant / Chris Lowe                                                               | Pet Shop Boys / Xenomania |
| 6. | Vulnerable (Public Eye Dub)                   | - 5:17   | Neil Tennant / Chris Lowe                                                               | Xenomania                 |
| 7. | Love etc. (Beautiful Dub)                     | - 6:24   | Neil Tennant / Chris Lowe / Brian Higgins / Miranda Cooper / Owen Parker / Tim Powell   | Xenomania                 |